# سدیل
سِدیل (به فرانسوی: cédille) یا سِدیلا (به انگلیسی: cedilla) نماد یا نشانه‌ای قلاب‌شکل است که در زیرِ برخی حروف لاتین می‌نشیند و تلفظ آن حرف را تغییر می‌دهد. در زبان‌های کاتالان و فرانسوی این نماد بیشتر در زیرِ حرف C می‌نشیند. ç در کاتالان "c trencada" یا «c ِ شکسته» و در فرانسوی "c cédille" نامیده می‌شود.
ţşç
ŢŞÇ

## واژه‌شناسی
سِدیل در اصل در زبان اسپانیایی به صورت یک Z شکسته در پایین حرف‌ها نوشته می‌شد. واژهٔ سدیل مصغرِ واژهٔ اسپانیایی قدیمِ ceda است. البته امروزه این نماد در اسپانیایی به کار برده نمی‌شود.

روند تطور سدیل

## Ç
Ç بیشترین کاربرد را در میان حرف‌های سدیل‌دار دارد. در اسپانیایی قدیم این حرف نشان‌دهندهٔ واجِ /ts/ بود. در زبان‌های فرانسوی، کاتان، گالیسی، لیگوری (رومی)، اُکسیتان و پرتغالی، از آنجا که c بیشتر صدای «ک» می‌دهد، Ç نشان‌دهندهٔ واجِ «س» است.
در زبان‌های ترکی استانبولی، آلبانیایی، کردی، تاتاری، فریولی و ترکمنی ç نشان‌دهندهٔ واجِ «چ» است.
در الفبای آوانگاری بین‌المللی /ç/ بیان‌کنندهٔ واجِ صفیری کامی بی‌واک است.

## Ş
Ş در بسیاری از زبان‌ها نشان‌دهندهٔ واجِ /ʃ/ (ش) است، از جمله در زبان‌های ترکی‌تبار.